# Liste der Biografien/Yp
Liste der Biografien |
Portal Biografien |
Personensuche
# |
A |
B |
C |
D |
E |
F |
G |
H |
I |
J |
K |
L |
M |
N |
O |
P |
Q |
R |
S |
T |
U |
V |
W |
X |
Y |
Z |
?
 
Ya |
Yb |
Yc |
Yd |
Ye |
Yf |
Yg |
Yh |
Yi |
Yk |
Yl |
Ym |
Yn |
Yo |
Yp |
Yr |
Ys |
Yt |
Yu |
Yv |
Yw |
Yx |
Yz
Die Liste der Biografien führt alle Personen auf, die in der deutschsprachigen Wikipedia einen Artikel haben. Dieses ist eine Teilliste mit 15 Einträgen von Personen, deren Namen mit den Buchstaben „Yp“ beginnt.

## Yp

### Ypa
- Yparraguirre, Lourdes (* 1955), philippinische Diplomatin

### Yph
- Yphofer, Ambrosius († 1542), Kanoniker, Jurist und Pfalzgraf

### Ypi
- Ypi, Lea (* 1979), albanische Politikwissenschaftlerin und SchriftstellerinLea Ypi (* 1979)

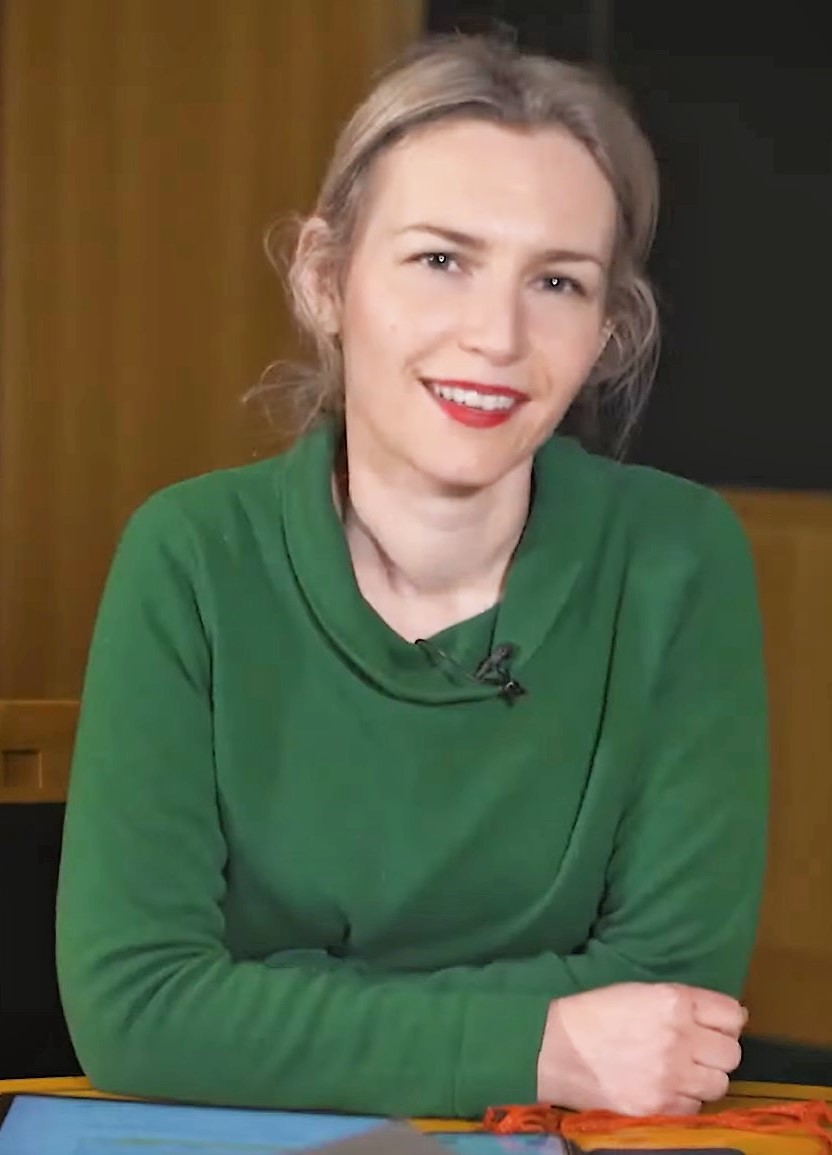
Lea Ypi (* 1979)

- Ypi, Xhafer (1880–1940), Ministerpräsident, Staatsoberhaupt und mehrfacher Minister Albaniens

### Ypm
- Ypma, Peter (1942–2013), niederländischer Jazzschlagzeuger
- Ypma, Pleun (* 1998), niederländische Beachvolleyballspielerin

### Ypp
- Yppen, Grete (1917–2008), österreichische Malerin

### Yps
- Ypsilanti, Andrea (* 1957), deutsche Politikerin (SPD), MdL
- Ypsilanti, Emanuel (1877–1940), griechischer Diplomat und Politiker
- Ypsilanti, Miljeva (1917–2013), österreichische Ärztin und Kunstfördererin
- Ypsilantis, Alexander (1725–1807), griechischstämmiger Dragoman an der Hohen Pforte, später Wojwode der Walachei und Moldawiens
- Ypsilantis, Alexander (1792–1828), griechischer General in russischen Diensten im Kampf um die Unabhängigkeit Griechenlands
- Ypsilantis, Dimitrios (1793–1832), griechischer Offizier, Politiker und Freiheitskämpfer
- Ypsilantis, Konstantin (1760–1816), griechischer Adliger und Phanariot
- Ypsilantis, Thomas (1928–2000), US-amerikanischer Physiker